# تاريخ المرأة في شبه قارة الهند

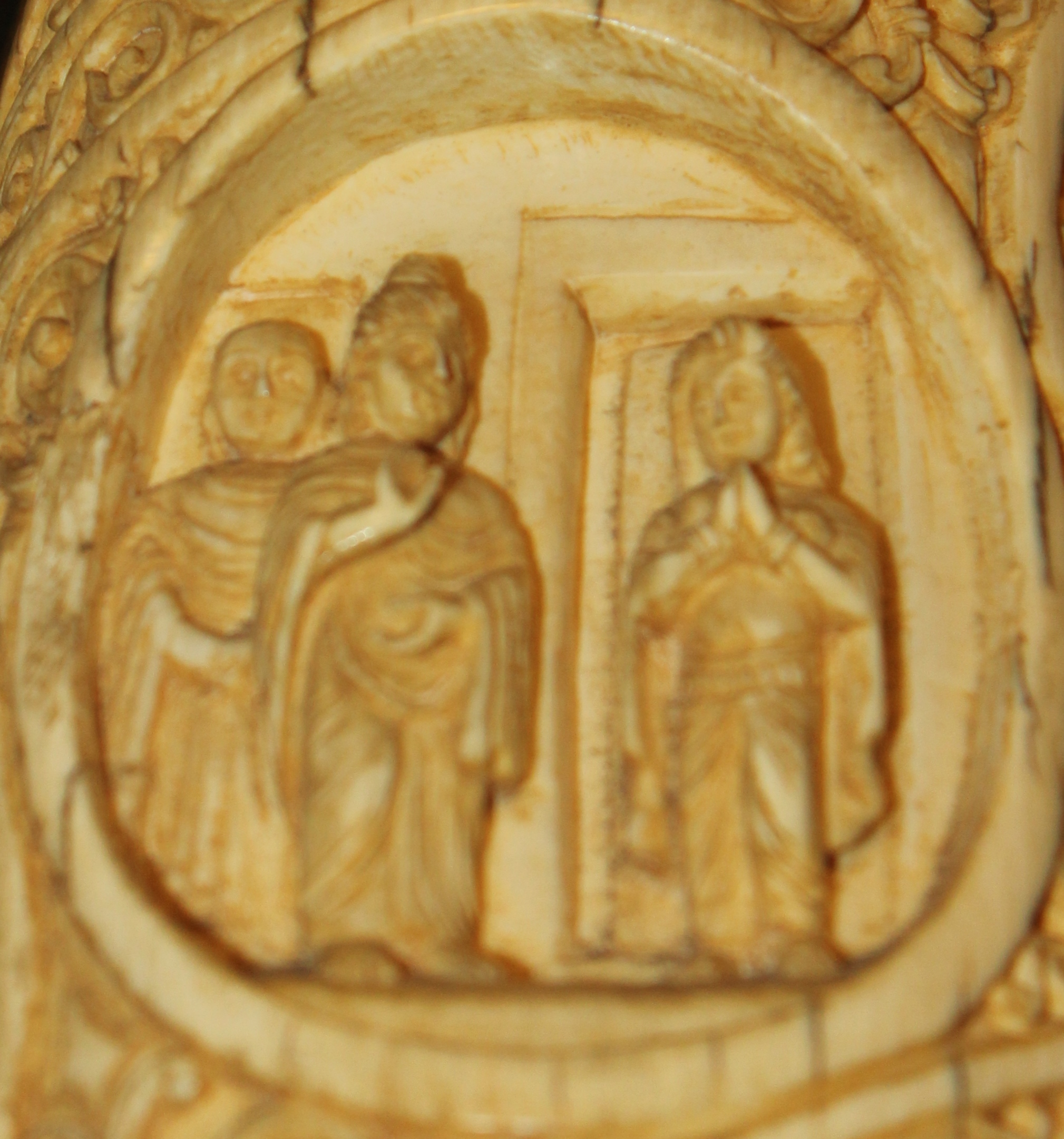

تُعتبر دراسة تاريخ المرأة في شبه قارة الهند مجالًا علميًا وشعبيًا رئيسيًا، إذ يُرفد هذا المجال بالعديد من الكتب والمقالات العلمية ومعروضات المتاحف والدورات المدرسية والجامعية.

## العصور القديمة وأوائل العصور الوسطى
تمتّعت المرأة بمركز متساو مع الرجل في جميع مناحي الحياة خلال الفترة الفيدية. تُظهر أعمال بعض النحويين الهنود القدماء– مثل باتانجالي وكاتيايانا- حصول المرأة على التعليم في الفترة الفيدية المبكرة. تشير مجموعة النصوص المقدسة المسماة ريجفدا إلى زواج النساء في سن ناضج، وامتلاكهن الحرية في اختيار أزواجهن من خلال عملية تُدعى سوايمفر، وامتلاكهن حرية العيش المشترك الذي يُسمى بزواج غاندفارا. تشير نصوص ريجفدا والأبانيشاد إلى وجود العديد من النساء الحكيمات والعرافات، ولا سيما غاركي فاتشاكنافي ومايتريّ (في القرن السابع قبل الميلاد تقريبًا).

سُمح للنساء بتجربة الطقوس وتعلّم الفيدا. ذُكر في دارماشاسترا هاريتا: 
تُعتبر قصة زواج دراوبادي من 5 رجال والتي ورد ذكرها في ملحمة مهابهاراتا خير مثال على ذلك. يشير هذا الأمر إلى الحقيقة المتمثّلة بوجود أوجه تشابه بين تعدد الزوجات وتعدد الأزواج في الفترة الفيدية. استطاعت النساء اختيار أزواجهن من خلال لقاء يُدعى سوايمفر. يدعي والد المرأة خلال هذه العملية جميع الرجال ليترك لها حرية اختيار واحد منهم، ثم تتزوجه أمام جميع الحضور. أظهر هذا الأمر جليًا كيفية أخذ حقوق المرأة على محمل الجد خلال الفترة الفيدية. سادت هذه العملية حتّى القرن العاشر الميلادي. 
أظهر أدب بورانا كل إله برفقة زوجته (براهما مع ساراسواتي، فينشو مع لاكشمي، وشيفا مع بارفاتي). صُورت تماثيل الآلهة والإلاهات على قدم المساواة من حيث الأهمية بغض النظر عن الجنس. أُنشئت معابد منفصلة مكرسة للإلاهات، حيث عوملت جميع الإلاهات وعُبدت في كل معبد بعناية وتفانٍ لا يقل قدرًا عن الآلهة. مازالت العديد من الممارسات المتعلقة بتفضيلات العبادة مستمرة حتى يومنا هذا.

يذكر كتاب ريتا غروس «إلاهات الهندوسية بصفتهن مصدرًا لعملية إعادة الاكتشاف المعاصرة للإلاهات» (1989) ما يلي:
«خلقت التراكيب الإيجابية المتعلّقة بالأنوثة والتي يمكن رؤيتها في تصوير الإلاهات وغيرها من الصور ذات الصلة مثل فيرانغانا أو المرأة البطلة إطارًا إدراكيًا للهندوس، بهدف دفعهم إلى قبول الشخصيات النسائية القوية واستيعابها، مثل [أنديرا غاندي وفولان ديفي]، وهو أمر لا يمكن تطبيقه في التقاليد الدينية الغربية».
وُجهت كل ترنيمة أو شلوكا إلى زوجة أغني سواها بدلًا من توجيهها له، حتّى ضمن ممارسة هوما (طقوس منطوية على النار وتقديم القرابين لها).

يقول نص بورانا الذي يحمل عنوان ديفي بهاوات 9.43 أنه لا تتحقق أيّ من الطلبات الموجهة إلى أغني إلا من خلال تمريرها إلى زوجته:
«يا إلهة، اسمحي لنفسك بأن تصبحي قوة النار الملتهبة، التي لا يمكنها إشعال أي شيء دونك. في ختام أي ترنيمة، كل من يذكر اسمك (سفاها)، سيسكب الأضحية في النار، وسيمكّن هذه القرابين من التوجه مباشرةً إلى الآلهة. أمي، اسمحي لنفسك، يا مصدر كل رخاء، بأن تحكمي بصفتك سيدة (نار) منزله».
يُذكر هذا الجانب من سفاها بصفتها زوجة أغني في العديد من التراتيل المختلفة في ملحمة مهابهاراتا ونصّي بورانا مثل ديفي بهاوات وبهاجافاتا.
حكمت الملكة مرغافتي مملكة فاتسا التابعة لمجموعة الممالك الستة عشر أو ماهاجانابادا بصفتها وصيةً خلال القرن السادس أو الخامس قبل الميلاد، وذلك لأن ابنها أوديانا كان قاصرًا أو محتجزًا لدى ملك منافس. حصلت الملكة مرغافتي على «إعجاب الجميع حتّى الوزراء ذوي الخبرة».

تبيّن نصوص دارماشاسترا أباستامبا (في القرن الرابع قبل الميلاد تقريبًا) بعض الأفكار السائدة حول دور المرأة خلال العصور الفيدية اللاحقة. تُظهر هذه النصوص المكانة الرفيعة التي تبوئتها النساء في القرن الرابع قبل الميلاد:
لا يجوز للرجل ترك زوجته (أيه. 1.28. 19).
يسمح للبنات بأن يرثن (إيه. 2. 14.4). لا يجوز أن يكون هناك تقسيم للملكية بين الزوج والزوجة، لأنهما مرتبطان ببعضهما البعض بشكل وثيق ويمتلكان حضانة مشتركة للممتلكات (إيه. 2.29.3). وبذلك، تستطيع الزوجة تقديم الهدايا واستخدام ثروة العائلة بمفردها عندما يكون زوجها بعيدًا (أيه. 2.12.16– 20).
النساء صائنات للأعراف التقليدية، ويقول أباسامبا لجمهوره أنه ينبغي عليهم تعلم بعض العادات من النساء (إيه. 2.15.9، 2.29.11). 
هناك العديد من الأمثلة التي تُثبت تولي المرأة وظائف إدارية خلال حكم إمبراطوية غوبتا. حكم شاندرا غوبتا– مؤسس إمبراطورية غوبتا- المملكة بالتعاون مع ملكته كومارا ديفي. كانت برابهافاتيغوبتا ابنة شاندرا غوبتا الثاني -حاكم إمبراطورية غوبتا- وزوجة رودراسينا الثاني الذي ينتمي إلى سلالة فاكاتاكا، وسُمح لها بممارسة بعض الواجبات الإدارية في مملكتها. هناك بعض الأمثلة التي تُثبت تولي نساء الطبقات العليا مناصب خارج نطاق الدائرة العائلية، مثل مناصب الملكة والملكة بالوصاية في كشمير وراجستان وأوريسا وأندرا. أُنشئت العديد من المؤسسات المعنية بالتعليم المشترك. ذكر عمل أماركوش الذي كُتب في ظل إمبراطورية غوبتا أسماء بعض المعلمات والأساتذة النساء.
كانت الملكة نايانيكا (أو ناغانيكا) الحاكمة والقائدة العسكرية لإمبراطورية ساتافاهانا في منطقة ديكان (جنوب وسط الهند) خلال القرن الثاني قبل الميلاد. تُعتبر ملكة أنورادابورا (في سريلانكا، القرن الأول قبل الميلاد) التي تُدعى آنولا مثالًا آخر على الحاكمات اللواتي حكمن في جنوب آسيا في ذلك الوقت.
تولت الملكة أوريسا الوصاية بعد وفاة ابنها في أواخر القرن التاسع، لتصبح على الفور جزءًا من المغامرات العسكرية. أمرت ملكة ميفاد التي تُدعى كورماديفي جيوشها في ساحة المعركة خلال أواخر القرن الثاني عشر. حكمت ملكة كشمير التي تُسمى ديداي ممارسةً سيادتها الكاملة لمدة 22 عامًا، بينما حاربت الملكة جواهيرابي وتُوفيت وهي على رأس جيشها.
قادت الملكة سوغولا جيوشها في سريلانكا ضد الملك الجنوبي الذي كان ابن أخيها، ثم أجبرتها القوات الملكية على توجيه قواتها إلى الجبال، حيث بنت العديد من الحصون. صمدت سوغولا أمام جيش الملك لمدة عشر سنوات، إذ يشار إليها في التاريخ السريلانكي باسم «سوغولا، الملكة المتمردة التي لا تعرف الخوف».

## أواخر العصور الوسطى وأوائل العصور الحديثة
كانت رودراما ديفي ملكةً لسلاسة كاكاتيا المتمركزة على هضبة الدكن، والتي كانت عاصمتها في ورنجل الواقعة حاليًا في تيلانغانا، إذ حكمت الملكة منذ عام 1263 وحتّى وفاتها. اعتُبرت رودراما ديفي إحدى النساء القلائل اللاتي حكمن في شبه القارة الهندية، الأمر الذي دفعها إلى التشبه بالذكور من أجل تحقيق غاياتها. كانت أكّا ماهاديفي شخصيةً بارزةً في حركة فيراشافيا بهاكتي التي انطلقت في القرن الثاني عشر من كارناتاكا. اعتُبرت أشعارها الكنادية المندرجة تحت صنف فاتشنا مساهمتها الأبرز في الأدب البهاكتي الكنادي. أصبحت ميرا باي شاعرةً صوفيةً هندوسيةً رائدةً للحركة البهاكتية في شمال الهند بعد بضعة قرون.
أدخل الفتح الإسلامي لشبه قارة الهند مجموعةً من التغييرات على المجتمع الهندي. تدهور وضع المرأة الهندية في المجتمع خلال تلك الفترة. انتشر عرف الجوهار لدى سكان راجبوت عند مواجهتهم للغزاة -مثل الأفغان التركيين في القرن الحادي عشر- لتجنّب الاستعباد وفقدان شرفهم أو تعرضهم للتعذيب. مارست كل من راني باي وغيرها من نساء راجبوت عرف الجوهار خلال غزو محمد بن قاسم للسند. أقدمت ثلاث نساء مع أطفالهن على الانتحار (عرف الجوهار) في حصن تشيتور وحده، إذ كنّ زوجات لجنود راجبوت الذين لقوا حتفهم في معارك حصن شيتورغاره. كانت أول هذه النساء راني بادميني، زوجة رانتاسيمها الذي قُتل في معركة في عام 1303. لحقت بها راني كارنافاتي في عام 1537.